# Death (chanson)
Pour les articles homonymes, voir Death (homonymie).
Singles de White Lies
Unfinished Business
(2008) To Lose My Life
(2008)
Death est le second single du groupe de rock indépendant britannique White Lies. Death est publié dans un premier temps sous format CD et 45 tours le 22 septembre 2008 avant la sortie de l'album To Lose My Life.... Aux États-Unis et au Canada, la chanson est publiée sous format maxi intitulé Death E.P.. Le single est de nouveau publié le 22 juin 2009 en tant que 5e et dernier single de l'album.

## Clip vidéo
Andreas Nilsson réalise le clip de 2008 en Suède.
Andreas Nilsson qui avait déjà réalisé le clip original de Death (première édition) ainsi que celui de To Lose My Life... réalise également celui de la réédition de 2009, ses images accompagnant la version remixée de la chanson par les Crystal Castles.

## Liste des titres

### Édition de 2008
CD anglais
1. Death – 5:01
2. Death (Crystal Castles Remix) – 4:46

7" anglais (45 tours no 1)
1. Death – 5:01
2. Black Song – 3:47

7" anglais (45 tours no 2)
1. Death – 5:01
2. Death (Haunts Remix) – 5:53

EP américain / canadien (CD)
1. Death – 5:01
2. Black Song – 3:47
3. Death (Crystal Castles Remix) – 4:46
4. Death (Haunts Remix) – 5:53

### Édition de 2009
7" européen (45 tours no 1)
1. Death – 5:01
2. Nothing to Give (M83 Remix) – 6:24

7" européen (45 tours no 2)
1. Death (Crystal Castles Remix) – 4:46
2. Death (Mistabishi Remix) – 4:48

12" européen (33 tours)
1. Death (Chase & Status Remix)
2. Death (Crystal Castles Remix)